# Sokolniki Arena
Pałac Sportu "Sokolniki" (ros. Дворец спорта «Сокольники») – nieistniejąca już hala sportowa w Moskwie, w Rosji. Znajdowała się w dzielnicy Sokolniki, piętnaście minut spacerem od stacji metra Sokolniki, tuż przy parku Sokolniki. Początkowo było tam zewnętrzne lodowisko, kryte w 1973 roku podczas przygotowań do Letniej Uniwersjady 1973. Hala miała pojemność 5 000 osób. 10 marca 1975 r. po zakończeniu meczu hokejowego z drużyną Kanady, gdy ekipa gości częstowała publiczność gumą do żucia, w hali doszło do tragedii - w tłumie 4,5 tys. ludzi tłoczących się w celu uzyskania słodyczy zostało śmiertelnie zgniecionych 21 osób. Pałac Sportu Sokolinki był miejscem turnieju piłki ręcznej na Letnich Igrzyskach Olimpijskich 1980. Była to arena domowa drużyny hokejowej Spartak Moskwa. Została wyburzona w 2021 r. 